# Quim Gutiérrez

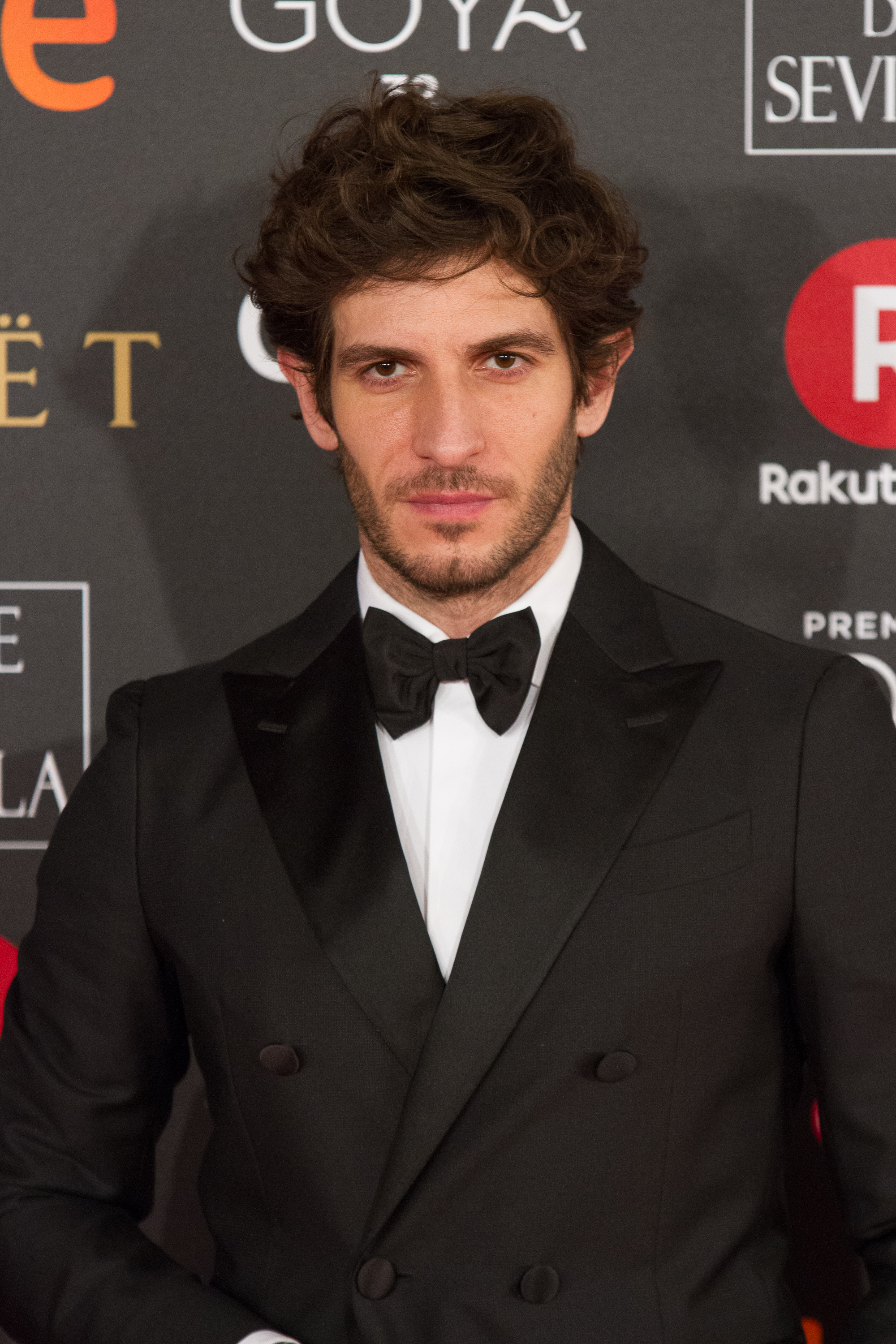
Gutiérrez bei der 32. Goya-Filmpreisverleihung 2018.

Quim Gutiérrez, bürgerlich Joaquim Gutiérrez Ylla, (* 27. März 1981 in Barcelona) ist ein spanischer Schauspieler.

## Leben
Im Alter von zwölf Jahren wurde der Sohn eines Universitätsprofessors und einer Lehrerin mit seiner Rolle in der ersten Telenovela in katalanischer Sprache bekannt.
Es folgten weitere Auftritte in diversen spanischen Fernsehproduktionen.
Im Jahr 2007 gewann er den Goya in der Kategorie Bester Nachwuchsdarsteller für seine Rolle in dem spanischen Filmdrama Dunkelblaufastschwarz. Seitdem erschien er in zahlreichen spanischen und internationalen Kinofilmen.
Gutiérrez ist seit 2022 mit dem Model Paula Willems verheiratet und Vater eines Sohnes.

## Filmographie (Auswahl)
- 2006: Dunkelblaufastschwarz
- 2011: Das verborgene Gesicht
- 2013: The Last Days – 12 Wochen nach der Panik
- 2020: Jungle Cruise
- 2022: Frieden, Liebe und Death Metal (Un año, una noche)
- 2023: L’île rouge

## Auszeichnungen (Auswahl)
- 2007: Goya: Bester Nachwuchsdarsteller für die Rolle des Jorge in dunkelblaufastschwarz